# Municipi de Cibla
El municipi de Cibla (en letó: Ciblas novads) és un dels 110 municipis de la República de Letònia, que es troba localitzat a l'est del país bàltic, i que té com a capital la localitat de Cibla. El municipi va ser creat l'any 2000 després d'una reorganització territorial.

## Ciutats i zones rurals
- Ciblas pagsts (zona rural)
- Blontu pagsts (zona rural)
- Lidumnieku pagsts (zona rural)
- Pušmucovas pagsts (zona rural)
- Zvirgzdenes pagsts (zona rural)

## Població i territori
La seva població està composta per un total de 3410 persones (2009). La superfície del municipi té uns 509,4 kilòmetres quadrats, i la densitat poblacional és de 6,69 habitants per kilòmetre quadrat.